# Tsonga

El tsonga o xitsonga és una llengua bantu parlada al sud de l'Àfrica per l'ètnia shangaan.

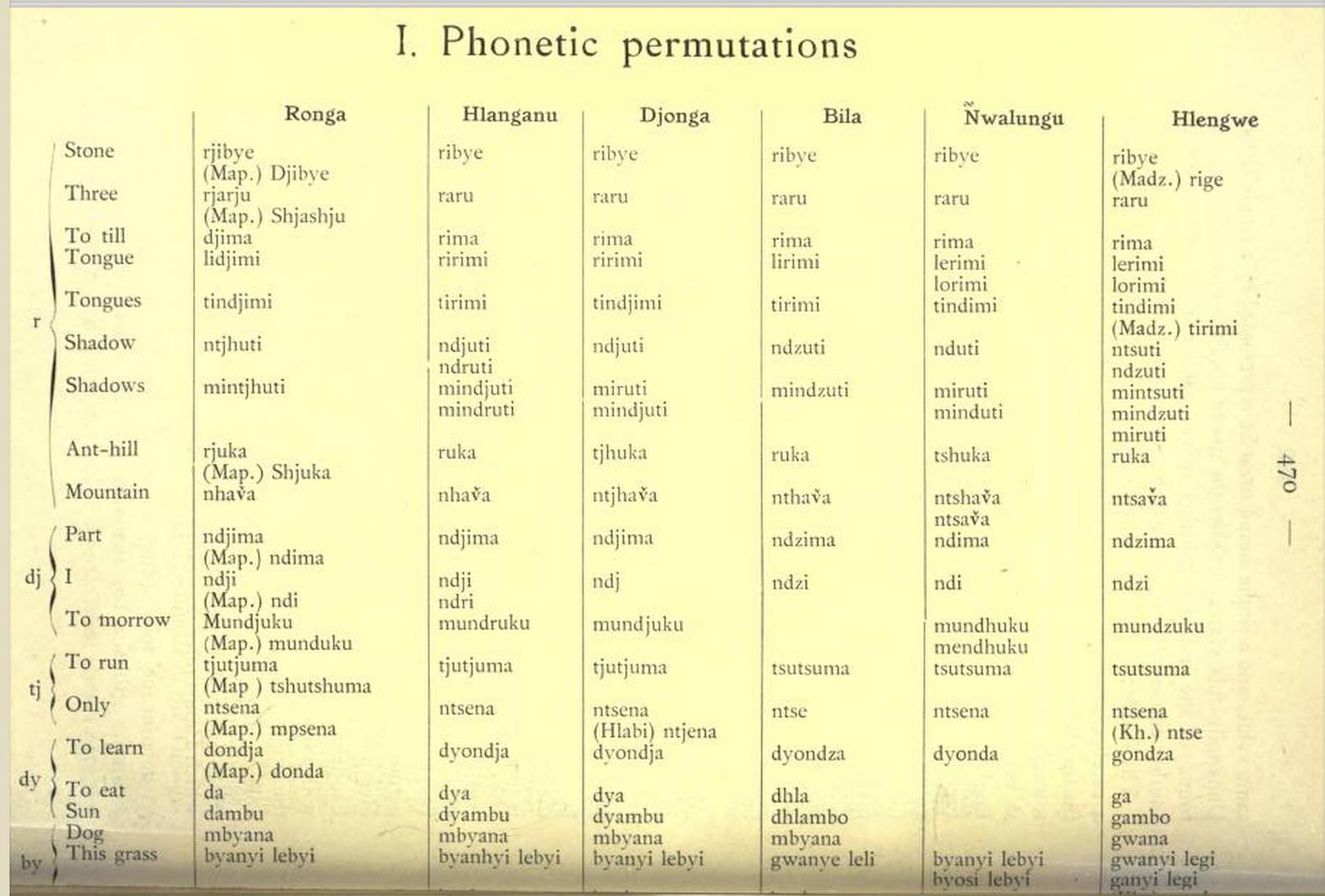
Dialectes tsonga

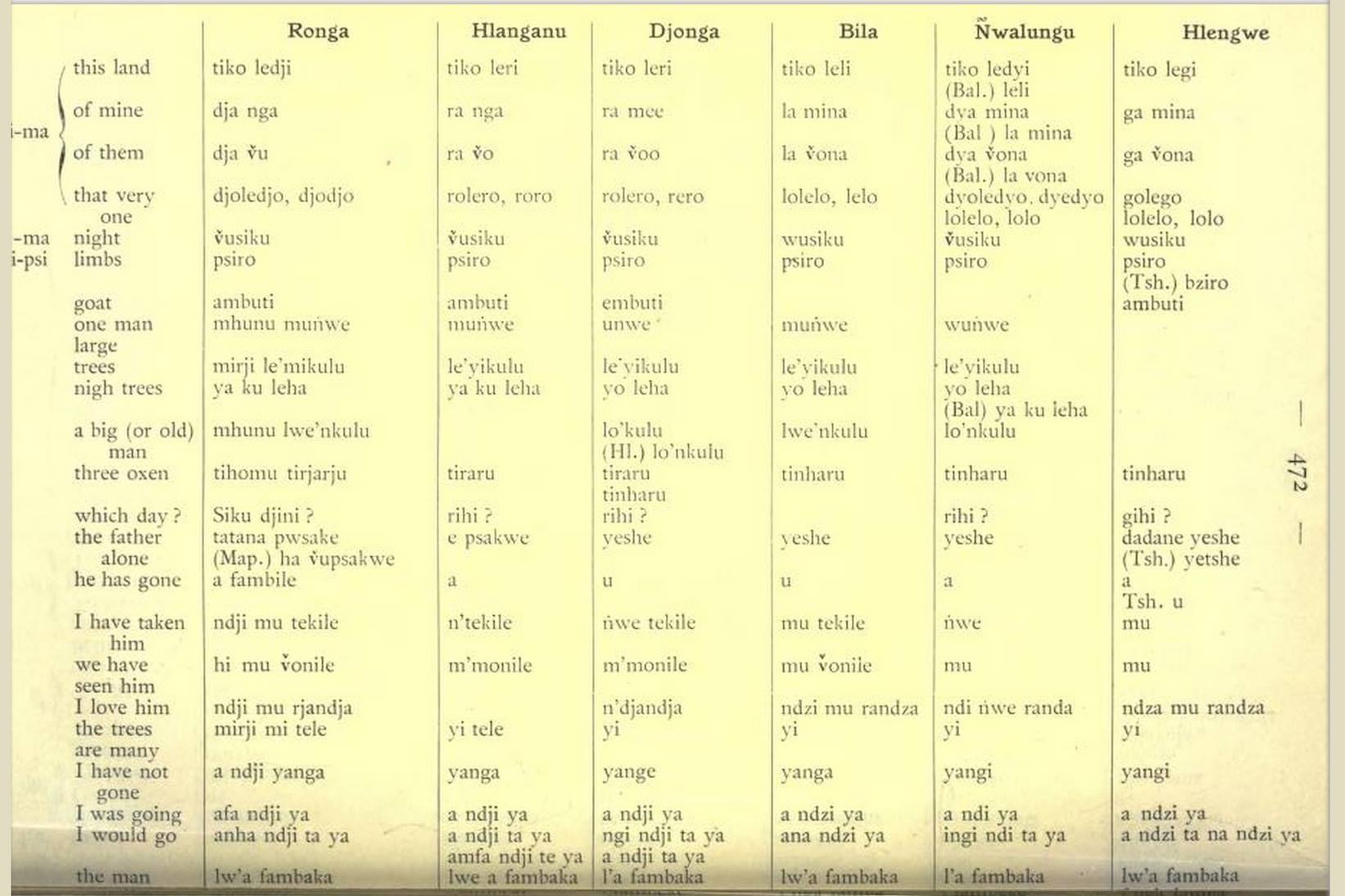
Dialectes tsonga

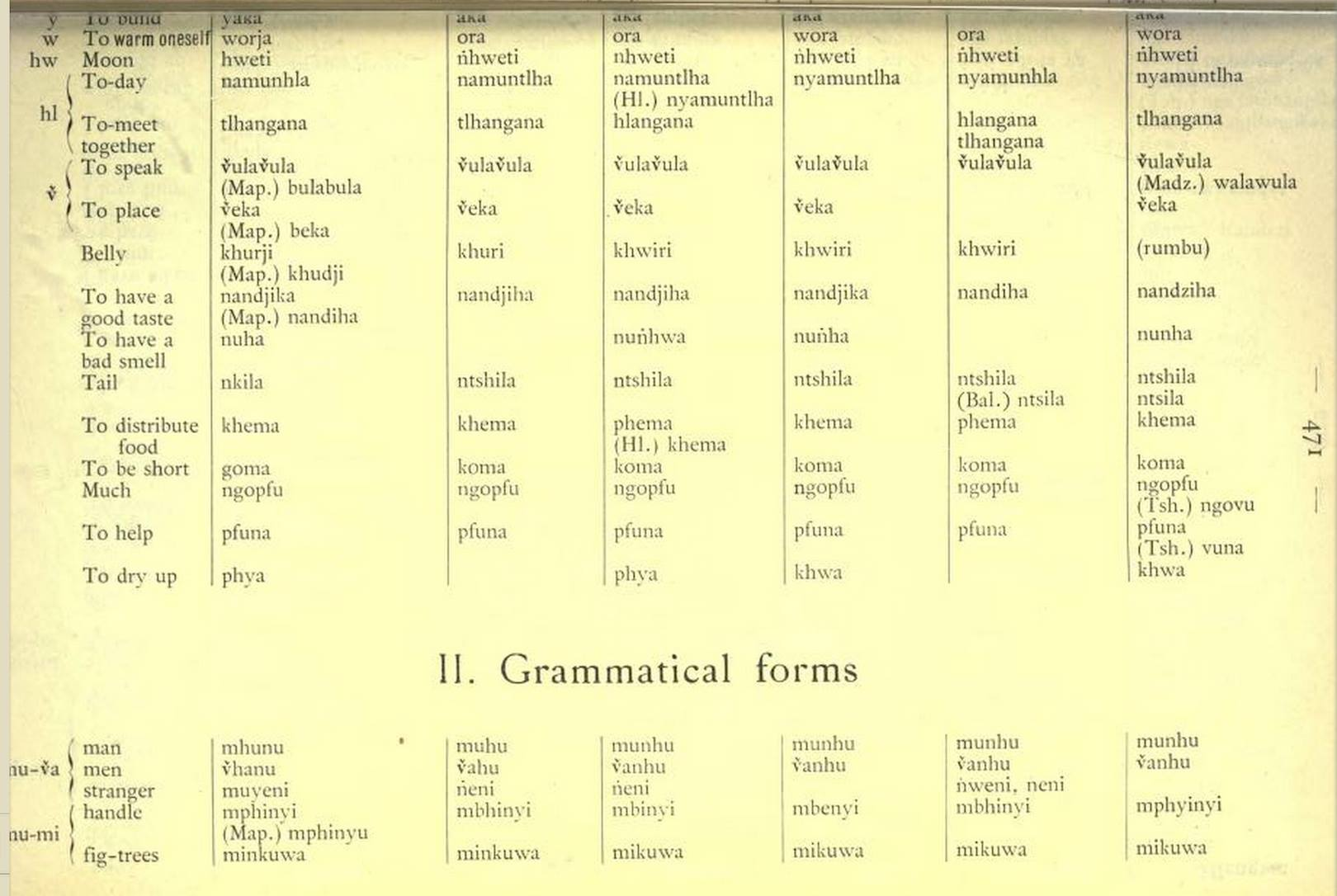
Dialectes tsonga

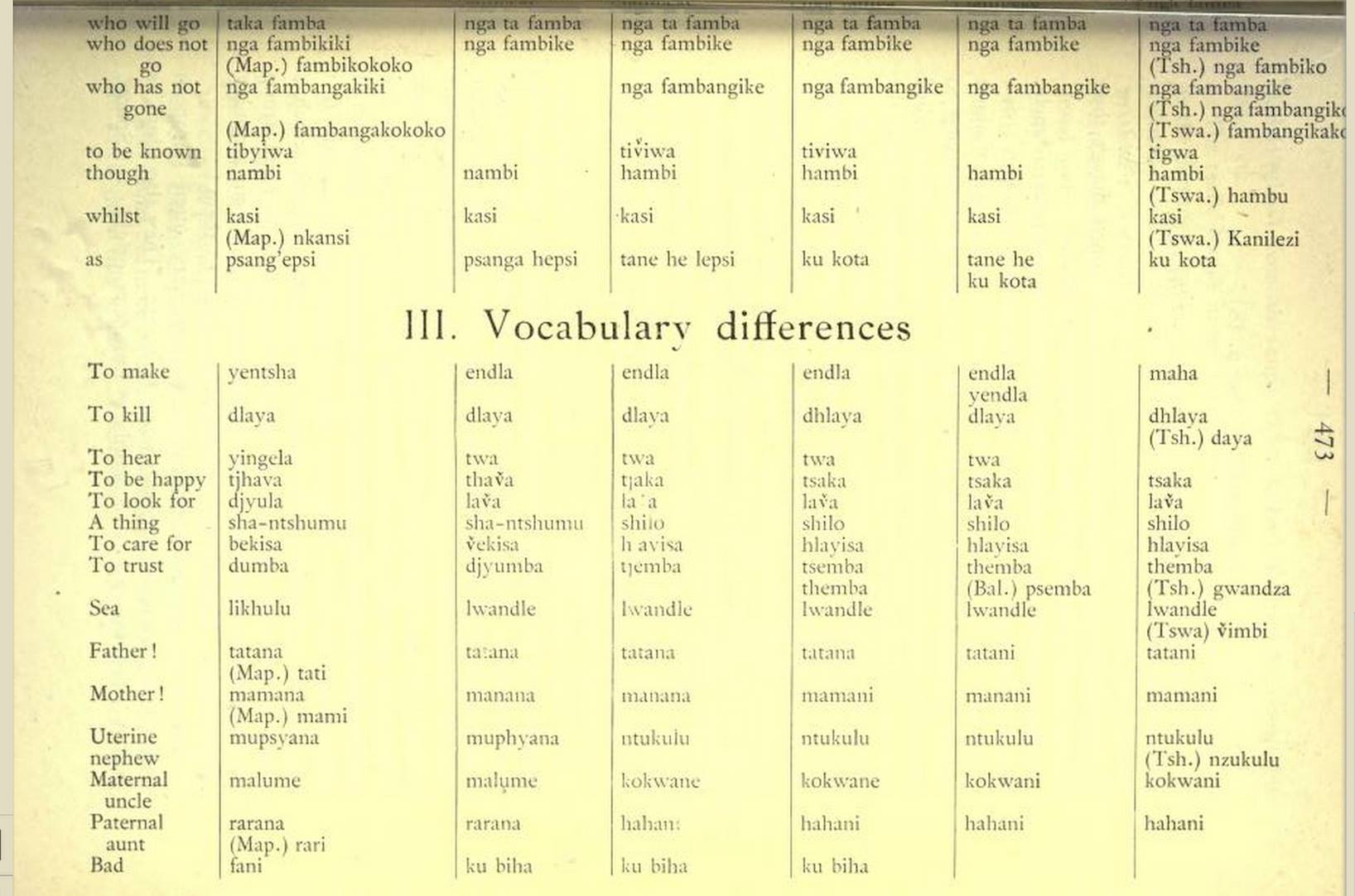
Dialectes tsonga

## Classificació
El tsonga pertany a la branca bantu del fílum nigerocongolès. Sovint és anomenada shangaan però segons els tsonga aquest és un nom incorrecte, ja que s'usa per anomenar als shangaans que viuen a Moçambic. La majoria de tsonga actualment viuen a Giyani, una zona de la província de Limpopo, a Sud-àfrica.

## Distribució geogràfica
El tsonga és parlat per prop d'1.646.000 persones a la província de Limpopo de Sud-àfrica, 1.500.000 persones a Moçambic, 19.000 persones a Swazilàndia i 100.000 persones a Zimbabwe.

### Estatus oficial
El tsonga és una de les llengües oficials de Sud-àfrica.

### Dialectes
Hi ha diversos dialectes de les zones de parla tsonga, l'extrem nord de la qual és el riu Save i l'extrem sud és Kwazulu Natal. Tot i que els diferents dialectes són intel·ligibles entre si, tenen diverses diferències basades en la situació geogràfica o la influència colonial. Els dialectes més destacats del tsonga són el xironga, parlat a Maputo i les zones més properes a la ciutat, el xitshwa o chihlengwe, parlat a Zimbabwe i Moçambic, i el xiTsonga, parlat a Sud-àfrica.
Aquests tres dialectes tenen pronuncies diferents. Per exemple, al tsonga de Sud-àfrica el prefix xi- es pronuncia shi- coma Xikwembu (déu). A Zimbabwe, aquest prefix es pronuncia chi-, com a Chikwembu (déu). El tsonga de Sud-àfrica també fa servir dobles consonants com "nk", "mp" o "ns" com a nkhensa (agrair), nyimpi (guerra) i nsiha (vena), mentre els equivalents a aquests mots a Zimbabwe són khesa, nyipi i siha.
Tots el dialectes han rebut una influència major o menor del zulu i, a Zimbabwe, del ndebele, per això ara el tsonga té clics. Tot i que aquestes paraules no són pròpies de l'idioma, els parlants nadius de tsonga les entenen. Però a diferència del zulu i el ndebele, en què hi ha diversos clics, en tsonga només cal fer un clic qualsevol en la paraula adoptada. Alguns exemples de mots d'origen zulu o ndebele són: ngqondo (ment), gqoka (vestir), ncingo (telèfon), qamba (redactar) i Mugqivela (dissabte).

## Gramàtica
La gramàtica del tsonga és una llengua bantu en què, com a la majoria de llengües bantu, hi predomina l'oració SVO.
| Tsonga        | Català      |
| ------------- | ----------- |
| Na ku rhandza | T'estimo    |
| Wa ni rhandza | M'estimes   |
| Ha ku tiva    | Et coneixem |
| Va ni tiva    | Em coneixen |

### Pronoms personals
S'assemblen molt als de les altres llengües bantu, tot i que amb algunes diferències.
| Tsonga  | Català     |
| ------- | ---------- |
| Ni/Ndzi | Jo         |
| U       | Tu         |
| U       | Ell/ella   |
| Hi      | Nosaltres  |
| Mi      | Vosaltres  |
| Va      | Ells/elles |

### Verbs
Tot els verbs empren el prefix ku- i el sufix -a per marcar l'infinitiu, només hi ha dues excepcions:
| Tsonga     | Català        |
| ---------- | ------------- |
| ku chava   | témer         |
| ku tsaka   | estar content |
| ku rhandza | estimar       |

## Exemple
El Parenostre en Tsonga:
Tata wa hina la nge matilweni,
vito ra wena a ri hlawuleke;
a ku te ku fuma ka wena;
ku rhandza ka wena a ku endliwe misaveni,
tanihi loko ku endliwa tilweni.
U hi nyika namuntlha vuswa bya hina bya siku rin'wana ni rin'wana;
u hi rivalela swidyoho swa hina,
tanihi loko na hina hi rivalela lava hi dyohelaka;
u nga hi yisi emiringweni,
kambe u hi ponisa eka Lowo biha,
Amen.

### Programari
- (anglès) Corrector per a OpenOffice.org i Mozilla Arxivat 2007-01-14 a Wayback Machine., OpenOffice.org Arxivat 2007-03-24 a Wayback Machine., Mozilla Firefox web-browser Arxivat 2007-02-10 a Wayback Machine., i Mozilla Thunderbird email program Arxivat 2007-03-24 a Wayback Machine. en tsonga
- (anglès) Translate.org.za Arxivat 2007-01-14 a Wayback Machine. Projecte de traducció lliure i Open Source a totes les llengües oficials de Sud-àfrica, incloent-hi el tsonga.